# 住友倉庫大阪支店川口倉庫
住友倉庫大阪支店川口倉庫（すみともそうこおおさかしてんかわぐちそうこ）は、大阪市西区に所在する営業倉庫である。昭和初期の建築で、日本初の6階建ての倉庫として建てられた。1931年から2014年までは、住友倉庫の本社所在地であった。

## 経緯
住友家の倉庫事業の起こりは明治初期にさかのぼる。
住友家の初代である住友政友（1585年 - 1652年）は、銅の南蛮吹きの技術を持つ蘇我理右衛門（1572年 - 1636年）と京都で出会う。理右衛門の長男は政友の婿養子に入り、友以と称して実父の銅業を受け継いだ。以降、銅業が住友家の家業となった。友以は1623年に大坂に進出し、1623年に内淡路町に銅吹所（製錬所）を開設。1636年には長堀川東部の、現在の島之内1丁目にあたる場所に移り、江戸時代における本拠地となった。1690年、4代友芳の代に別子銅山が発見される。製錬事業を別子に移し、営業拠点は1873年（明治6年）に、別子銅山のある新居浜港と大阪を結ぶ白水丸が発着する富島に移転。1875年から1895年に中之島に住友銀行が開業するまでには本店もこの地に置いた。住友家は3代の友信の時代から金融業に進出。泉屋両替店の名で両替商を営み、大坂では1670年（寛文10年）に幕府から十人両替に選ばれた。しかし、幕末には諸藩の財政窮乏により金融業の継続が困難となり、撤退するに至った。営業拠点として取得した富島の建物のうち土蔵には余剰の空間ができ、近隣の雑穀問屋の求めに応じその一部を賃貸した。小規模かつ非営業的ではあるが、住友家が広義の倉庫業に進出した第一歩である。やがて、倉庫に預け入れた雑穀を担保にした融資の要望が出ると、のちに富島本店長となる香村文之助の発案により、1875年に大阪府より質屋業の鑑札を受け、並合業を始めた。
1899年（明治32年）7月1日、住友銀行の担保品保管業務を分離し、「住友倉庫」の名称で倉庫業を本格的に開始。同年12月には、業務拡大のため富島倉廩を本店から分離し、川口出張店とした。1902年2月には、大阪中立銀行倉庫部から独立した日本倉庫を吸収合併。同社は北区安治川上通の安治川倉廩、西区西道頓堀の道頓堀倉廩と天満に貸倉庫を有しており、このうち安治川倉廩は1903年に本店から川口出張店に移管した。
1923年（大正12年）11月の中央卸売市場法施行に伴い、大阪市では大阪市中央卸売市場本場の立地を市内17か所の候補地から検討した。その中で、安治川倉廩や住友伸銅所を含む安治川右岸一帯を「大阪の中心地に近く、千トン級の汽船や省線西成線による水陸の輸送の便の良い、理想的適地」と評価した。安治川倉廩は1902年以来増築を進め、住友倉庫の重要拠点となっていた。輸出用綿糸・綿布の保管積出の要衝だったこともあり、貿易業者から移転反対の声も上がったが、住友合資会社は公益を重視し、移転を承諾。倉庫は安治川対岸の川口町、伸銅所は右岸下流の桜島へ移転することとした。移転先の川口町の用地の明け渡しには時間を要し、新倉庫の着工は1928年3月となった。安治川倉廩の敷地は1925年6月に市に売却されたが、新倉庫の着工の遅れから1929年3月末から除却に着手、土地の引き渡しは1930年2月となった。
新たな倉庫は1929年
（昭和4年）6月末に主体工事が完成し、9月より安治川倉廩から移管される貨物の収容を開始した。同年10月に全面竣工、「川口支店川口町倉廩」と命名され、12月3日に関係者500名を招待して完成披露が行われた。主要な保管品目は綿糸布で、他に地金や染料を扱った。大阪と新居浜を結ぶ定期航路の発着地は冨島倉廩地先から川口護岸に移り、川口町倉廩が揚積荷役や倉入れを行った。設計当初より本社機能を中之島から新倉庫に移す計画を立てていたが、諸事情から着工前年の1927年9月に北浜の住友ビルディングに移転。1931年8月からは川口倉庫内に本社を置いた。80年以上にわたり同所を本社としていたが、2014年に中之島の住友中之島ビルに移転している。
1955年には梅田の賃借ビルに、関西初のトランクルームを開業。旺盛な個人需要があったが、大阪駅前の再開発により撤退を余儀なくされ、1975年に川口倉庫に移管されている。

## 建築
それまで日本には5階建てを越える倉庫建築はなく、建築工学・技術と施設の運用の面から慎重な検討が重ねられた。従来の倉庫では耐力壁となる外壁と間仕切りが荷重を支えていたが、新たな倉庫では総計84本の柱がすべての荷重を支えるよう設計された。それぞれの柱にはアメリカ産松材2本継ぎの28.7mの基礎杭が9～30本ずつ打ち込まれ、その総数は2,784本に上った。荷役設備も当時の最先端のものが備えられ、貨客用5トンエレベーター1基、3トンオーバーヘッドクレーン2基、0.5トン電動ホイストクレーン3基、スパイラルシュート（貨物用滑り台）1基が設置された。安治川に面する府有地の護岸は簡素な石垣づくりで、通航する船舶による波を受け破損が進行していた。府の許可を受け180mに渡り護岸を修復し、これを府に寄付するとともに東西にクレーン2基とデリック2基を配備し、船舶による荷役ができるよう整備が図られた。社内で設計を主導した、当時の常務取締役の山本五郎はある文章で「ほとんど完璧な、世界のどこに出しても恥ずかしくない倉庫」と自負した。
第二次世界大戦中はカムフラージュの塗装がされていたが、1956年5月には全面塗装替えが行われた。
2023年には、「生きた建築ミュージアム・大阪セレクション」第2期に選定された。